# Silvania (Kolumbien)
Silvania ist eine Gemeinde (municipio) im Departamento Cundinamarca in Kolumbien.

## Geographie
Silvania liegt im Südwesten von Cundinamarca in der Provinz Sumapaz auf einer Höhe von 1470 Metern. Durch die Gemeinde fließt der Río Chocho. An die Gemeinde grenzen im Norden Granada, im Osten Sibaté, im Süden Fusagasugá und Tibacuy und im Westen Viotá.

## Bevölkerung
Die Gemeinde Silvania hat 22.076 Einwohner, von denen 6355 im städtischen Teil (cabecera municipal) der Gemeinde leben (Stand: 2019).

## Geschichte
Auf dem Gebiet des heutigen Silvania lebte in präkolumbiner Zeit das indigene Volk der Sutagaos. Ab 1608 entstand ein Landgut, die Hacienda El Chocho. Der Ort wurde 1935 mit dem Anlegen der wichtigsten Straßen und des Hauptplatzes sowie dem Bau von sechs Häusern gegründet. Bereits ein Jahr später erhielt Silvania den Status einer Gemeinde.

## Wirtschaft
Die wichtigsten Wirtschaftszweige von Silvania sind Landwirtschaft (insbesondere werden Kaffee, Brombeeren und Baumtomate angebaut) und Tierhaltung.

## Verkehr
Silvania liegt an der wichtigen Straße zwischen dem 44 km entfernten Bogotá und Fusagasugá, die zudem Bogotá mit Girardot, Ibagué und Cali verbindet.